# 1970 Sumeria
1970 Sumeria је астероид главног астероидног појаса. Приближан пречник астероида је 21,88 km,
а средња удаљеност астероида од Сунца износи 2,780 астрономских јединица (АЈ).
Инклинација (нагиб) орбите у односу на раван еклиптике је 7,065 степени, а орбитални период износи 1693,318 дана (4,636 године). Ексцентрицитет орбите астероида износи 0,159.
Апсолутна магнитуда астероида износи 12,00 а геометријски албедо 0,058.
Астероид је откривен 12. марта 1954. године.